# Flor-camarão
Justicia brandegeeana (popularmente conhecida como "flor-camarão") é um arbusto perene do gênero Justicia da família Acanthaceae, nativo do México.
Este arbusto cresce em média até 1 metro. Apresenta galhos finos e folhas ovais verdes cujo comprimento é de 5 a 8 cm; suas flores são brancas labeladas, emergindo a partir de brácteas coloridas que compõem um espigão arqueado, tendo a leve aparência de um camarão. 
Esta espécie foi posteriormente nomeada pelo botânico estadunidense Townshend Stith Brandegee (1843-1925). Outros sinônimos que designam esta planta são: Beloperone guttata, Calliaspidia guttata, Drejerella guttata.

## Descrição
As brácteas são frequentemente róseas, todavia outros cultivares as apresentam também na coloração vermelha, amarela ou verde limão. A floração é contínua enquanto o clima se mantém quente. As pétalas das flores são fundidas constituindo uma forma tubular. As folhas apresentam formato elíptico ou arredondado e comprimento entre 5 e 8 cm quando maturas.
Ela cresce bem em solos arenosos ou argilosos e em regiões de clima quente nas quais a temperatura não decaia abaixo de 0 °C no inverno.

Esta planta não deve ser confundida com a "flor-camarão-amarela" (Pachystachys lutea) que exibe um espigão lanceolado de brácteas amarelas brilhantes, bem mais ereto do que o espigão de J. brandegeeana.